# Ле-Меній-Може
Ле-Мені́й-Може́ (фр. Le Mesnil-Mauger) — колишній муніципалітет у Франції, у регіоні Нормандія, департамент Кальвадос. Населення — 1047 осіб (2011).
Муніципалітет був розташований на відстані близько 175 км на захід від Парижа, 31 км на схід від Кана.

## Історія
До 2015 року муніципалітет перебував у складі регіону Нижня Нормандія. Від 1 січня 2016 року належав до нового об'єднаного регіону Нормандія.
1 січня 2017 року Ле-Меній-Може, Лез-Отьє-Папйон, Купезарт, Кревкер-ан-Ож, Круассанвіль, Граншам-ле-Шато, Лекод, Маньї-ла-Кампань, Маньї-ле-Фрель, Мезідон-Канон, Монтей, Персі-ан-Ож, Сен-Жульєн-ле-Фокон i В'є-Фюме було об'єднано в новий муніципалітет Мезідон-Валле-д'Ож.

## Демографія
Динаміка населення (INSEE ):
Розподіл населення за віком та статтю (2006):
| Стать | Всього | До 15 років | 15-24 | 25-44 | 45-64 | 65-85 | Понад 85 |
| --- | ------ | ----------- | ----- | ----- | ----- | ----- | -------- |
| Чоловіки | 545    | 131         | 94    | 115   | 127   | 74    | 4        |
| Жінки | 486    | 87          | 70    | 119   | 123   | 87    | 0        |
| \| Статево-вікова піраміда \| Статево-вікова піраміда \| Статево-вікова піраміда \| \| ----------------------- \| ----------------------- \| ----------------------- \| \| Чоловіки \| Вік \| Жінки \| \| 4 \| 85 + \| 0 \| \| 8 \| 80-84 \| 16 \| \| 16 \| 75-79 \| 25 \| \| 25 \| 70-74 \| 25 \| \| 25 \| 65-69 \| 21 \| \| 12 \| 60-64 \| 8 \| \| 25 \| 55-59 \| 33 \| \| 49 \| 50-54 \| 37 \| \| 41 \| 45-49 \| 45 \| \| 41 \| 40-44 \| 45 \| \| 16 \| 35-39 \| 16 \| \| 33 \| 30-34 \| 29 \| \| 25 \| 25-29 \| 29 \| \| 41 \| 20-24 \| 29 \| \| 53 \| 15-20 \| 41 \| \| 49 \| 10-14 \| 29 \| \| 41 \| 5-9 \| 33 \| \| 41 \| 0-4 \| 25 \| |        |             |       |       |       |       |          |
| Статево-вікова піраміда |        |             |       |       |       |       |          |
| Чоловіки | Вік    | Жінки       |       |       |       |       |          |
| 4 | 85 +   | 0           |       |       |       |       |          |
| 8 | 80-84  | 16          |       |       |       |       |          |
| 16 | 75-79  | 25          |       |       |       |       |          |
| 25 | 70-74  | 25          |       |       |       |       |          |
| 25 | 65-69  | 21          |       |       |       |       |          |
| 12 | 60-64  | 8           |       |       |       |       |          |
| 25 | 55-59  | 33          |       |       |       |       |          |
| 49 | 50-54  | 37          |       |       |       |       |          |
| 41 | 45-49  | 45          |       |       |       |       |          |
| 41 | 40-44  | 45          |       |       |       |       |          |
| 16 | 35-39  | 16          |       |       |       |       |          |
| 33 | 30-34  | 29          |       |       |       |       |          |
| 25 | 25-29  | 29          |       |       |       |       |          |
| 41 | 20-24  | 29          |       |       |       |       |          |
| 53 | 15-20  | 41          |       |       |       |       |          |
| 49 | 10-14  | 29          |       |       |       |       |          |
| 41 | 5-9    | 33          |       |       |       |       |          |
| 41 | 0-4    | 25          |       |       |       |       |          |

## Економіка
2010 року серед 687 осіб працездатного віку (15—64 років) 520 були активними, 167 — неактивними (показник активності 75,7%, у 1999 році було 69,4%). З 520 активних мешканців працювало 475 осіб (257 чоловіків та 218 жінок), безробітними було 45 (19 чоловіків та 26 жінок). Серед 167 неактивних 53 особи були учнями чи студентами, 62 — пенсіонерами, 52 були неактивними з інших причин.

У 2010 році в муніципалітеті числилось 387 оподаткованих домогосподарств, у яких проживали 1045,5 особи, медіана доходів виносила 16 915 євро на одного особоспоживача